# Селище Центральної садиби радгоспу «Озьори»
Селище центральної садиби радгоспу «Озьори» (рос. Центральный посёлок усадьбы совхоза Озёры)– селище у Озерському районі Московської області Російської Федерації

## Розташування
Село Голявіно входить до складу міського поселення Озьори, воно розташовано на березі Оки. Найближчі населені пункти Озьори, Бабуріно. Найближча залізнична станція Озьори.

## Населення
Станом на 2010 рік у селищі проживало 2070 людей